# Macao portoghese

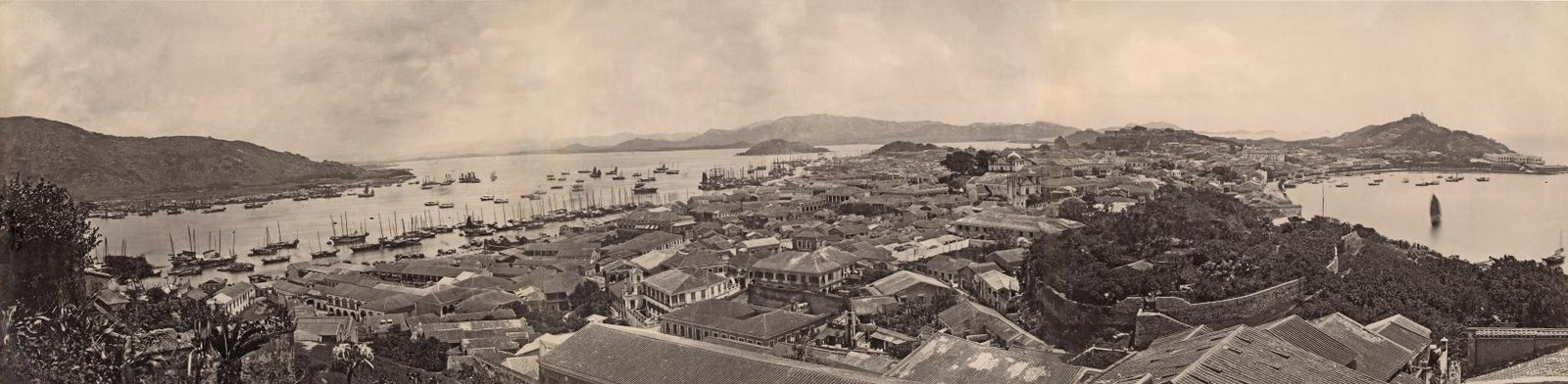
Vista panoramica di Macao del XIX secolo

Macao portoghese è la denominazione della città di Macao riferita ai periodi in cui era considerata una provincia d'oltremare dell'Impero portoghese prima e della Repubblica Portoghese poi. La città è stata sia la prima sia l'ultima colonia europea sul suolo cinese.
Nello specifico, secondo Wu Zhiliang, la storia del Macao portoghese è suddivisa in sei periodi:
- I primi rapporti tra i cinesi e i portoghesi (1514–1583)
- Il periodo del Senado (Senato) (1583–1783)
- Il declino del Senado (1783–1849)
- Il periodo coloniale (1849–1976)
- Il periodo d'autonomia del distretto (1976–1988)
- Il periodo di transizione (1988–1999)

## Storia
Il primo portoghese a visitare la Cina fu Jorge Álvares nel 1513, partito da Malacca, da poco conquistata dai portoghesi (1511), per ordine del viceré delle Indie Alfonso de Albuquerque. Fece erigere un padrão con lo stemma del Portogallo nel porto di Tamau (pt. Tamão), situato sulla vicina Shangchuan (pt. Sanchoão), alla foce del Fiume delle Perle, vicino la penisola di Macao. Questa visita fu seguita dall'insediamento nella zona di numerosi mercanti portoghesi che eressero edifici temporanei in legno (poi distrutti). Ai portoghesi non fu allora concesso di organizzare un insediamento stabile dalla sospettosa dinastia Ming (1368–1644).
Nel 1517, Fernão Pires de Andrade, capo di una spedizione portoghese in Cina, riuscì a negoziare con le autorità cinesi di Canton l'ingresso dell'ambasciatore di re Manuele I del Portogallo (r. 1495–1521), Tomé Pires, a Pechino e la creazione di una feitoria a Tamão. A causa dell'atteggiamento aggressivo di suo fratello Simão de Andrade (che costruì una fortezza a Tamão), Tomé Pires fu arrestato e ucciso a Pechino dai Ming e l'imperatore Ming Zhengde  (r. 1505–1521) proibì il commercio con i portoghesi.
Nonostante quest'ordine e la loro sconfitta da parte dei Ming sia nella battaglia di Tunmen (1521) sia nella battaglia di Sincouwaan (1522), sull'isola di Lantau, gli spregiudicati mercanti portoghesi seppero proseguire nella loro attività e i mandarini della zona finirono con il permettere loro di stabilirsi sull'isola di Sanchoão per continuare i loro affari. Nel 1542 i lusitani poterono così stabilirsi a Liam Pó ma, nel 1545, questa comunità di ormai 3 000 abitanti fu rasa al suolo da un esercito cinese di 60 000 uomini in cinque ore. I portoghesi tentarono allora di stabilirsi a Chin-Cheu ma furono nuovamente sconfitti nella battaglia a Shuangyu (1548), dove diversi di loro furono catturati, e in un'altra battaglia vicino alla penisola di Dongshan, contemporaneamente alla quale (1549) furono espulsi da Chin-Cheu.
I portoghesi tornarono successivamente a Tamão e nelle isole di Sanchuão e Lampacau, allacciando stabili rapporti con i mercanti cinesi dal porto di Hou-Quiang (Macao). Nell'accordo cino-lusitano del 1554, tramite il quale affittarono a Macao spazio per l'erigenda della feitoria voluta da re Manuele per un affitto annuo di centinaia di tael d'argento, i portoghesi furono per la prima volta indicati come tali e non più come Folangji (lett. "Franchi").

### Esplicative
1. ↑  Durante queste battaglie, i cinesi catturarono armi da fuoco  dai portoghesi che poi decodificarono e produssero in serie nelle fucine imperiale, ammodernando così le armi da fuoco Ming. Questi includevano archibugi a miccia, dai cinesi ribattezzati "cannoni per uccelli", e cannoni girevoli a retrocarica che chiamarono cannoni Folangji (franchi) perché i portoghesi erano conosciuti dai cinesi come "Franchi" in questo momento.

### Bibliografiche
1. ↑   Macau and the end of empire, su news.bbc.co.uk, BBC.
2. ↑  (EN) Isaú Santos, Sino-Portuguese Relations via Macau in the 16th and 17th Centuries, su icm.gov.mo. URL consultato il 2 maggio 2023.
3. ↑  Wills 1978, pp. 343-344.